# Station Greenlane
Station Greenlane is een spoorwegstation in de Nieuw-Zeelandse stad Auckland. Het eerste station is geopend in 1877, in onder de naam Green Lane. In 1987 sloot het eerste station. In 1993 of 1994 is het station heropend. Ditmaal onder de naam Greenlane. Het station wordt bediend door de Zuidelijke Lijn en de Onehunga-Lijn.
Het station bevindt zich vlakbij de Ellerslie Racecourse.
Sinds april 2014 is het spoor er geëlektrificeerd.

## Bediening
De volgende treinen stoppen op station Greenlane:

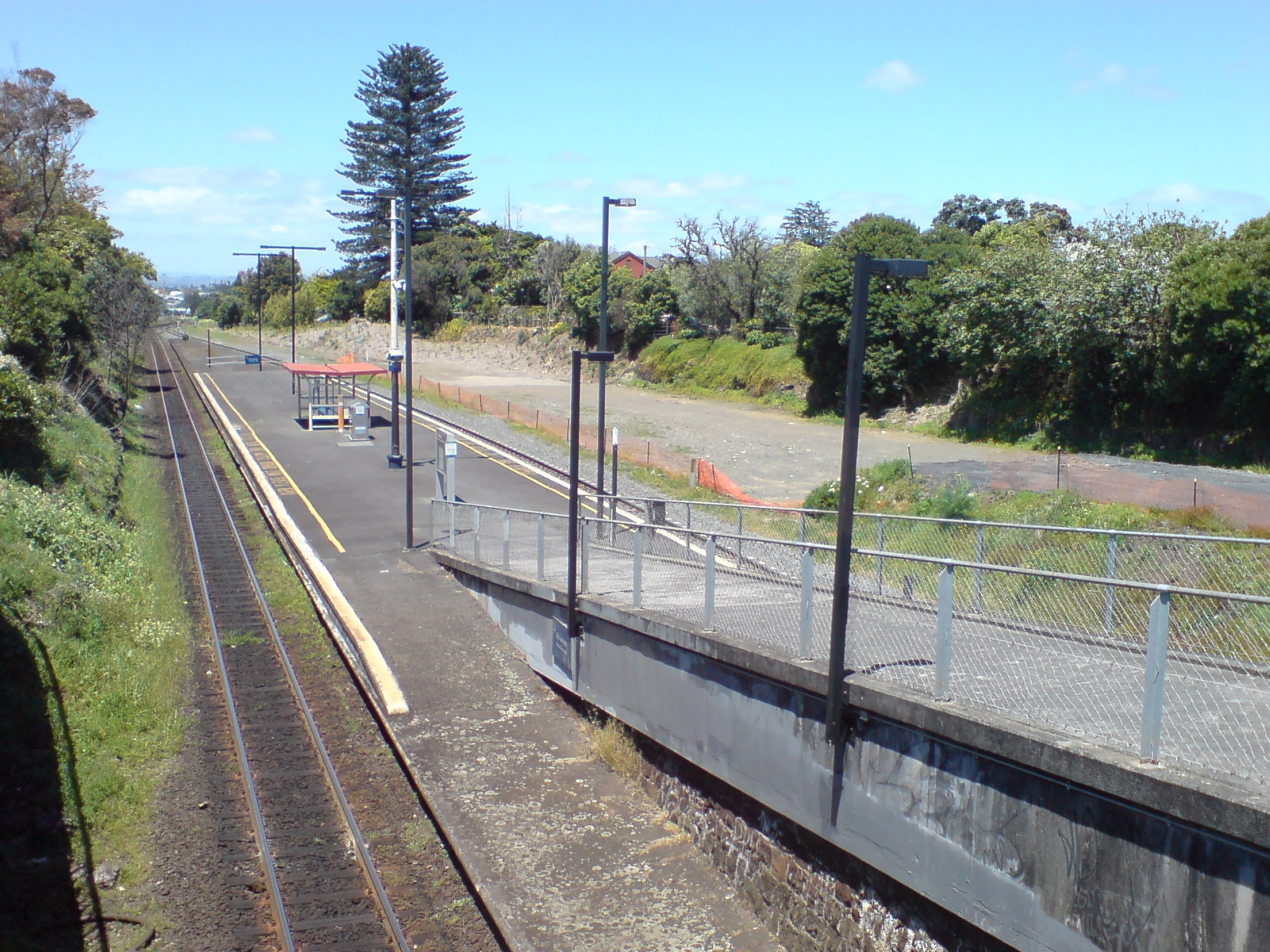
Het station in 2008, voor de elektrificatie

| Serie           | Treinsoort                           | Route                                                                                                | Bijzonderheden |
| --------------- | ------------------------------------ | --- | --- |
| Zuidelijke Lijn | Voorstadspoorweg (Auckland One Rail) | Waitematā – Newmarket – Greenlane – Ōtāhuhu – Puhinui – Manurewa – Takaanini – Papakura – (Pukekohe) | Rijdt iedere twintig minuten. Rijdt in de spits iedere tien minuten, maar rijdt dan eens in de twintig minuten tot Pukekohe. Rijdt 's avonds eens in het halfuur. |
| Onehunga-Lijn   | Voorstadspoorweg (Auckland One Rail) | Newmarket – Greenlane – Onehunga                                                                     | Rijdt ieder halfuur. |